# Condate arenacea
Condate arenacea là một loài bướm đêm trong họ Erebidae.